# Langues ekoïdes
Les langues ekoïdes sont une branche de la famille de langues bantoïdes méridionales. Elles sont parlées au Cameroun et Nigeria.